# Przysłona krytyczna
Przysłona krytyczna – wartość przysłony dla danego obiektywu, przy której obiektyw ten najlepiej „rysuje”, czyli pozwala uzyskać najostrzejszy obraz o najlepszym kontraście. Zwykle jest to wartość zbliżona do największej wartości przesłony danego aparatu. Wynika to z faktu, że ograniczenie się do promieni przyosiowych zmniejsza aberrację sferyczną i zwiększa głębię ostrości. Dolnym ograniczeniem wartości przysłony jest falowa natura światła i związana z nią dyfrakcja na krawędziach przysłony (zobacz kryterium Rayleigha)
Dla obiektywów kamer wielkoformatowych są to wartości f/16 f/22.